# Gustave Paternoster
Gustave Dieudonné Emile Ernest Marie Hubert Ghislain Paternoster, né le 7 août 1843 à Enghien et mort le 10 février 1906, est un homme politique belge.

## Fonctions et mandats
- Membre de la Chambre des représentants de Belgique : 1878-1894, 1900-1906
- Membre du Sénat belge : 1878-1900

## Sources
- Paul VAN MOLLE, Het Belgisch Parlement, 1894-1972, Antwerpen, 1972.
- Yves DELANNOY, Cent cinquante ans de vie communale à Enghien, in: Annales du Cercle archéologique d'Enghien, 1982.
- Jean-Luc DE PAEPE & Christiane RAINDORF-GERARD, Le Parlement belge, 1831-1894, Brussel, 1996.